# 23 век пр.н.е.

## Събития
- 2271 г. пр.н.е. – Предполагаема дата на битката при Урук. Саргон Велики разгромява армията на Лугалзагеси и установява пълен контрол над Шумер.
- Край на Новокаменната епоха и започване на Бронзовата епоха
- Египет – Старото царство на Египет свършва, започва Първи преходен период на Древен Египет

## Личности
- Пепи I – египетски фараон (2295 – 2250 пр.н.е.)
- Пепи II – египетски фараон (2245 – 2180 пр.н.е.)